# Hundsheimer Nashorn
Das Hundsheimer Nashorn (Stephanorhinus hundsheimensis) ist eine heute ausgestorbene Nashornart aus dem frühen und mittleren Pleistozän des westlichen Eurasiens. Zusammen mit seinen ebenfalls ausgestorbenen Verwandten, dem Waldnashorn (Stephanorhinus kirchbergensis) und dem Steppennashorn (Stephanorhinus hemitoechus) gehört es zu den Dicerorhinina, zweihörnigen Nashörnern, deren letzter Überlebender das hochgradig gefährdete Sumatra-Nashorn (Dicerorhinus sumatrensis) in den Wäldern Südostasiens ist.

## Verbreitung und Lebensraum

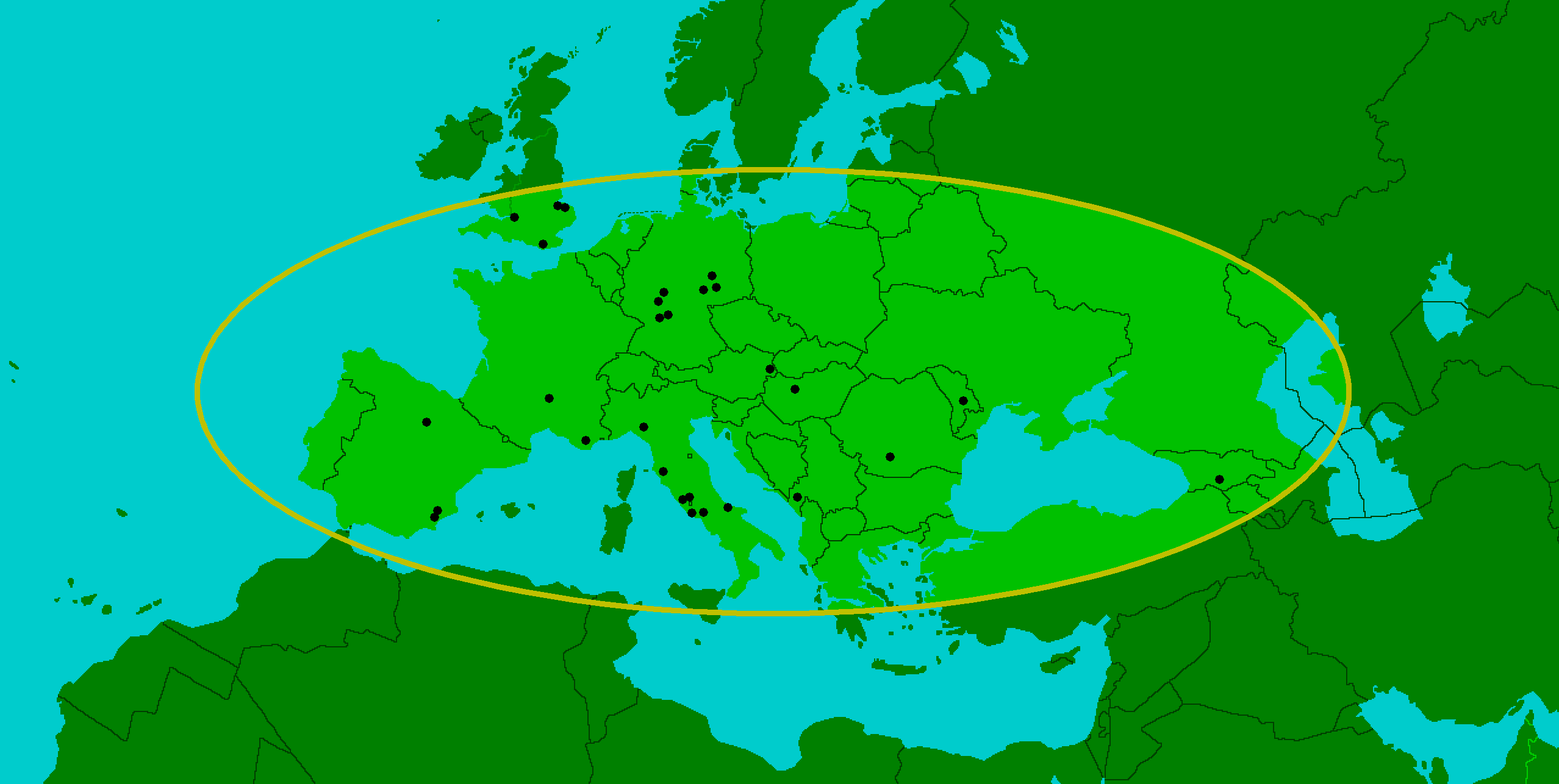
Verbreitung des Hundsheimer Nashorn im Alt- und Mittelpleistozän in Europa. Die schwarzen Punkte stellen wichtige Fundorte dar.

Das Hundsheimer Nashorn bevorzugte sub-mediterranes bis gemäßigtes Klima und lebte in den Steppen des Alt- und Mittelpleistozäns im westlichen Eurasien. Sein Verbreitungsgebiet reichte dabei von der Iberischen Halbinsel im Westen (u. a. in Fuente Nueva und Barranco Léon, Spanien) bis zum Schwarzmeer- und Kaukasusgebiet im Osten (Tiraspol, Moldawien, Archalkalaki, Georgien). Im Süden ist es von Fundstellen auf der Apennin-Halbinsel (so von Isernia, Venta Micena) und im Norden von den Britischen Inseln (u. a. Boxgrove, West Runton) bekannt.
Das Auftreten des Hundsheimer Nashorns beschränkte sich dabei weitgehend auf die warmzeitlichen Abschnitte des Pleistozäns, vor allem während des Cromer-Komplexes (vor 850.000 bis vor 475.000 Jahren). Es kam dann zusammen mit dem stammesgeschichtlich älteren Etruskischen Nashorn (Stephanorhinus etruscus) vor, aber auch mit anderen typischen warm-adaptierten Tieren, wie dem Flusspferd oder dem Auerochsen, sowie mit Bewohnern offener Landschaften, wie dem Steppenmammut und dem Wildpferd. Offensichtlich tolerierte es aber auch kühles bis kaltes Klima und trat teilweise in kaltzeitlichen Abschnitten auf, wie z. B. in Süßenborn (Thüringen) oder Vallonet (Frankreich). Hier war es dann mit dem Bison oder dem Riesenhirsch vergesellschaftet. In der Spätphase des Auftretens des Hundsheimer Nashorns überschnitt sich dessen Verbreitungsgebiet mit jenen von Wald- und Steppennashorn.

## Körperbau und Ernährungsweise
Das Hundsheimer Nashorn war ein relativ graziles Nashorn. Es erreichte eine Kopf-Rumpflänge von 270 cm bei einer Widerristhöhe von etwa 160 cm und war damit etwa so groß wie das heutige Sumatra-Nashorn. Das rekonstruierte Körpergewicht lag im Maximum bei etwas weniger als 1 t. Es hatte lange und relativ schmale Gliedmaßen, wobei die Länge der Beine jene seines phylogenetischen Vorgängers, dem Etruskischen Nashorn übertrafen. Zusätzlich wiesen sie nur schwache ausgeprägte Gelenkflächen auf.
Der Schädel war 60 bis 75 cm lang und besaß ein kurzes, rechtwinklig geformtes Hinterhaupt, was bewirkte, dass das Tier seinen Kopf aufrecht hielt, ähnlich wie auch beim heutigen Spitzmaulnashorn (Diceros bicornis). Auf der Nase und im mittleren Stirnbereich befanden sich je eine perlartig aufgeraute Knochenoberfläche, die die jeweilige Hornbasis anzeigen. Die Größe und Deutlichkeit der Oberflächenstruktur zeigte, dass die Hörner größer waren als beim gleichzeitig auftretenden Etruskischen Nashorn und wohl in der Variationsbreite des Sumatra-Nashorns lagen. Dabei war das vordere Horn (Nasalhorn) wohl deutlich größer als das hintere (Frontalhorn). Des Weiteren besaß das Hundsheimer Nashorn eine nur im vorderen Bereich verknöcherte Nasenscheidewand, ein Merkmal, das typisch für alle Stephanorhinus-Arten ist und außer beim Sumatra-Nashorn bei den heutigen Nashörnern nur äußerst selten auftritt. Die Verknöcherungen der Nasenscheidewand erreichte beim Hundsheimer Nashorn aber nicht das Ausmaß wie bei seinem stammesgeschichtlich jüngeren Verwandten, dem Steppennashorn.
Der Unterkiefer war relativ schlank gebaut und besaß am hintersten Zahn eine Höhe von 6 cm. Die Symphyse war schmal. Das Gebiss war charakterisiert durch die Reduktion der vorderen Zähne (Schneidezähne und Eckzähne), während die hintere Gebisspartie aus drei Prämolaren und drei Molaren je Kieferbogen bestand. Die Zahnformel lautete: {\displaystyle {\frac {0.0.3.3}{0.0.3.3}}}. Die Kronenhöhe der Zähne war sehr niedrig (brachydont) und unterscheidet sich dadurch markant von den späteren Stephanorhinus-Vertretern. Zudem waren der zweite Prämolar und der letzte Molar besonders groß ausgebildet. Gelegentlich traten im Gebiss pathologische Zahnanomalien in Form überzähliger Zähne auf.
Das Körperskelett ist durch einige vollständige Skelette recht gut bekannt. Die Wirbelsäule bestand abweichend von anderen Stephanorhinus-Arten aus 7 Hals-, 19 Brust-, 3 Lenden, 4 Kreuzbein- und mindestens 15 Schwanzwirbel. Der Oberarmknochen erreichte eine Länge von 45 cm, die Ulna von 51 cm. Der Oberschenkelknochen konnte 50 cm erreichen, das Schienbein 40 cm. Die Gliedmaßen endeten, typisch für die modernen Nashörner in je drei Zehen. Dabei war der Mittelstrahl (Metapodium III) jeweils besonders stark ausgebildet. Der dritte Mittelhandknochen wurde 22 cm lang, der gleiche Mittelfußknochen 20 cm.
Die langen Gliedmaßen des Hundsheimer Nashorns zeigen eine Lebensweise in offenen Landschaften am Rande von Wäldern oder Auenwäldern an, die Besonderheiten der Zahnmorphologie, vor allem die niederkronigen Zähne und der große hintere Molar, sprechen für eine weitgehend blattfressende Ernährung, während die hohe Kopfhaltung annehmen lässt, das mittelhohe Büsche als Nahrungsressource dienten. Neuere Untersuchungen an den Abnutzspuren ergaben jedoch ein differenzierteres Bild: So zeigen Zähne dieser Nashornart, u. a. aus der rund 700.000 Jahre alten Fundstelle von Voigtstedt (Thüringen), ein typisches, auf weiche Blattnahrung hinweisendes Muster mit einer trogartigen Vertiefung der Zähne auf, während Funde aus den nur wenig jüngeren Ablagerungen von Süßenborn (Thüringen) teils horizontale Abnutzungsspuren besitzen. Diese gehen auf harte Grasnahrung zurück, wobei der Abschliff durch die in den Pflanzen enthaltene Kieselsäure erfolgte. Dies bedeutet, dass das Hundsheimer Nashorn eine recht hohe ökologische Toleranz aufwies und eher als Generalist anzusprechen ist, der je nach der ökologischen Bedingung sowohl als browser (Blattfresser) oder grazer (Grasfresser) auftrat.

## Stammesgeschichte und Systematik
Das Hundsheimer Nashorn entwickelte sich im Frühpleistozän, wo es an Fundstellen wie Untermaßfeld (Thüringen), Dorn-Dürkheim (Hessen) oder Gran Dolina (Atapuerca, Spanien) nachgewiesen ist. Dabei gehen die meisten Paläontologen davon aus, dass sich die Nashornart aus dem Etruskischen Nashorn entwickelte, andere wiederum sehen in ihrer Gebissmorphologie altertümliche Merkmale (z. B. der sehr groß ausgebildete zweite Prämolar), dass eine direkte Abstammungslinie als eher unwahrscheinlich anzunehmen ist. Übereinstimmung herrscht weitgehend in der Ansicht, dass es sich um einen Einwanderer aus Asien handelte.
Während seiner Entwicklung durchlebte das Hundsheimer Nashorn eine Größenzunahme, so dass die Spätformen im Durchschnitt größer und schwerer (800 bis 1000 kg) waren als die ursprünglichen Vertreter (400 bis 750 kg). Dies wird mit der zunehmenden Klimaverschlechterung im frühen Mittelpleistozän erklärt. Im mittleren Mittelpleistozän starb das Hundsheimer Nashorn aus. Späte Vorkommen sind an den berühmten frühmenschlichen Fundstellen (siehe Homo heidelbergensis) von Mauer (Baden-Württemberg), Vértesszőlős (Ungarn) und Boxgrove (England) zu verzeichnen, aber auch an der eponymen Fundstelle Hundsheim (Niederösterreich), während es in den jüngeren Ablagerungen der Mosbacher Sande bei Wiesbaden (Hessen) sein bisher letztes Auftreten hat. Das Aussterben dieser Nashornart geht dabei mit der parallel verlaufenden evolutiven Entwicklung von stärker spezialisierten und besser adaptierten Nashörnern einher, wie dem Wald- und dem Steppennashorn. Mit diesen beiden Spezialisten konnte das eher als Generalist fungierende Hundsheimer Nashorn nicht konkurrieren. Eine Beteiligung des frühen Menschen am Aussterben der Tierart, u. a. infolge von starker Bejagung, wird ausgeschlossen.

## Forschungsgeschichte
Die wissenschaftliche Erstbeschreibung des Hundsheimer Nashorns als Rhinoceros hundsheimensis erfolgte 1902 von Franz Toula. Als Grundlage dienten Knochen- und Zahnfunde aus der niederösterreichischen Ortschaft Hundsheim. Der später aufgrund der näheren Verwandtschaft mit dem Sumatra-Nashorn verwendete Gattungsname Dicerorhinus wurde 1942 durch Stephanorhinus ersetzt. Diesen Begriff etablierte der ungarische Paläontologe Miklós Kretzoi (1907–2005) und beruht auf unterschiedlichen Gebissmerkmalen der beiden Gattungen.